# Idioma molbog
El molbog es un idioma perteneciente a las lenguas austronesias. Se habla en la provincia filipina de La Paragua y el estado malasio de Sabah, y es la lengua materna del pueblo molbog. Según Ethnologue (1990), tiene 6700 hablantes.